# Zkažená úča (seriál)
Zkažená úča (v anglickém originále Bad Teacher) je americká situační komedie natáčena metodou single-kamera. Za seriálem stojí Hilary Winston a slouží jako volné pokračování stejnojmenného filmu v Česku známého jako Zkažená úča. Seriál se vysílal na americké televizní stanici CBS od 24. dubna do 22. května 2014, kdy byl po pěti dílech zastaven kvůli nízké sledovanosti. Zbylých osm natočených epizod bylo odvysíláno na CBS během července 2014.

## Příběh
Meredith Davisová se čerstvě rozvedla se svým manželem a důsledkem předmanželské smlouvy, kterou zřejmě nečetla, odchází bez ničeho. Je tedy nucena se přestěhovat se do rodiny svého kamaráda, jehož nevlastní dcera Lily ji inspiruje k vymyšlení plánu — nechat se najmout jako učitelka na Richard Nixon Middle School, najít si a vdát se za osamělého bohatého otce a vrátit se zpět k extravagantnímu životnímu stylu, na který byla zvyklá. Ředitele školy Carla Gainese donutí s falešným životopisem a ženským šarmem k přijetí na pozici učitelka. V učitelským sboru potkává bývalého spolužáka Joela, který je nyní tělocvikářem; Irene, tichou učitelku, která se snaží získat nové přátelé; Ginny, která ji nenávidí a podezřívá ji. Ačkoliv je Meredith hrozná učitelka, pravidelně učí Lili a její přátelé, jak se vypořádat s životními událostmi.

## Obsazení

### Hlavní postavy
- Ari Graynor jako Meredith Davisová
- Sara Gilbert jako Irene
- Ryan Hansen jako Joel Kotsky, tělocvikář
- Sara Rodier jako Lily, nevlastní dcera jedné z kamarádek Meredith
- Kristin Davis jako Ginny
- David Alan Grier jako Carl Gaines, ředitel školy

### Vedlejší postavy
- Stuart Allan jako James Pfaff, student
- Madison De La Garza jako Kelsey, studentka
- Grace Kaufman jako Bronwen, studentka
- Kat Foster jako Brie
- Brett Gelman jako  Doug Pilaf, učitelka matematiky
- Colin Hanks jako trenér Donnie, další školní tělocvikář

## Výroba a vývoj
První informace o přípravě seriálu se objevili 5. října 2012 a objednávka na pilotní epizodu byla objednána 23. ledna 2013. Dne 13. března 2013 byl Don Scardino oznámen jako režisér pilotní epizody.
Dne 18. února 2013 bylo oznámeno, že David Alan Grier se stává první oznámeným hercem a bude představovat roli ředitele Carla. Následující den byla představena Ari Graynor jako hlavní hrdinka Meredith. Dne 21. února 2013 přišla zpráva o obsazení Ryan Hansena v roli Joela a 6. března 2013 Sara Gilbert jako Irene. Spolu s režisérem pilotní epizody bylo oznámeno ještě obsazení herečky Kristin Davis do role Ginny. Sara Rodier poté do role Lily. Dne 19. března 2013 se připojila Caitlin Kimball do vedlejší role Kim.
Dne 13. května 2013 bylo oznámeno, že se seriál neobjeví v programové nabídce na podzim 2013. Dne 15. května 2013 bylo oznámeno, že se se seriálem nepočítá vůbec, o týden později však byl seriál objednán na pilotní sérii.
Seriál měl v USA premiéru 24. dubna 2014. Dne 10. května 2014 však televize CBS oznámila, že seriál ruší po třech epizodách. Televize odvysílala celkem 5 epizod z 13 natočených. Zbylých osm dílů bylo na CBS odvysíláno během července 2014.

## Seznam dílů
| Pořadí | Název                 | Český název        | Režie             | Scénář                          | Premiéra v USA    |
| ------ | --------------------- | ------------------ | ----------------- | ------------------------------- | ----------------- |
| 1      | Pilot                 | Úča k zulíbání     | Don Scardino      | Hilary Winston                  | 24. dubna 2014    |
| 2      | Daddy Issues          | Trable s tátou     | Peter Lauer       | Tim McAuliffe                   | 1. května 2014    |
| 3      | Evaluation Day        | Inspekce           | Victor Nelli      | Ben Dougan                      | 8. května 2014    |
| 4      | Fieldtrippers         | Na exkurzi         | Bryan Gordon      | Billy Finnegan                  | 15. května 2014   |
| 5      | The 6th Grade Lock-In | Šesťáci pod zámkem | Adam Davidson     | Erica Rivinoja                  | 22. května 2014   |
| 6      | Yearbook              | Školní ročenka     | Fred Savage       | Matthew Libman a Daniel Libman  | 5. července 2014  |
| 7      | Divorced Dudes        | Rozvedení chlapi   | Fred Goss         | Hilary Winston                  | 5. července 2014  |
| 8      | Nix the Fat Week      | Odtučňovací týden  | Eric Appel        | Amy Pocha a Seth Cohen          | 12. července 2014 |
| 9      | Life Science          | Život je věda      | Eyal Gordin       | Mat Harawitz                    | 12. července 2014 |
| 10     | Found Money           | Nalezený prachy    | Matt Sohn         | Jamie Rhonheimer                | 19. července 2014 |
| 11     | A Little Respect      | Málo respektu      | Fred Goss         | David McHugh a Matthew Flanagan | 19. července 2014 |
| 12     | The Bottle            | Láhev              | Linda Mendoza     | Jamie Rhonheimer                | 26. července 2014 |
| 13     | What's Old Is New     | Staronový časy     | Jay Chandrasekhar | Hilary Winston                  | 26. července 2014 |